# 2006-os ázsia–óceániai ralibajnokság
A 2006-os ázsia–óceániai ralibajnokság március 10-én vette kezdetét és november 27-én végződött. A bajnokságot az ausztrál Cody Crocker nyerte.

## Versenynaptár
| Dátum             | Verseny                      | Győztes          |
| ----------------- | ---------------------------- | ---------------- |
| március 10–12.    | Rally of Canberra            | Cody Crocker     |
| április 14–16.    | Rallye de Nouvelle Calédonie | Tagucsi Kacuhiko |
| május 26–28.      | Rally of Rotorua             | Cody Crocker     |
| július 7–9.       | Rally Hokkaido               | Cody Crocker     |
| augusztus 18–20.  | Malaysian Rally              | Cody Crocker     |
| szeptember 15–17. | Rally Indonesia              | Cody Crocker     |
| november 25–27.   | Kína-rali                    | Cody Crocker     |

## Végeredmény
| #   | Versenyző          | Pontszám |
| --- | ------------------ | -------- |
| 1.  | Cody Crocker       | 94       |
| 2.  | Hiroshi Yanagisawa | 45       |
| 3.  | Tagucsi Kacuhiko   | 44       |
| 4.  | Rifat Sungkar      | 38       |
| 5.  | Jarkko Miettinen   | 31       |
| 6.  | Eli Evans          | 20       |
| 7.  | Dermott Malley     | 14       |
|     | Subhan Aksa        | 14       |
| 9.  | Fan Fan            | 12       |
| 10. | Brian Green        | 8        |
| 11. | Mark Tapper        | 1        |

## Külső hivatkozások
- A bajnokság hivatalos honlapja
- Eredmények az FIA archívumában
- A szezon összefoglalója az aprc.tv honlapon (angolul)